# Knightmare Chess
Knightmare Chess, o Ajedrez Knightmare, es una variante de ajedrez publicada por Steve Jackson Games en 1996. Este juego es una traducción del juego francés Tempête sur l'échiquier (Tormenta en el tablero de ajedrez), diseñado por Pierre Cléquin y Bruno Faidutti.

## Introducción
Knightmare Chess se juega con cartas que cambian las reglas del ajedrez normales. Las cartas pueden cambiar cómo se mueve una pieza de ajedrez, hacer mover las piezas del oponente, crear casillas especiales sobre el tablero de ajedrez, o alterar la partida de una u otra forma.
Por ejemplo, una carta llamada Despromoción (Demotion en inglés) dice:
Reemplaza una de las piezas de tu oponente (excepto un rey o una reina) con uno de sus peones capturados.
Juega esta carta en tu turno en vez de realizar un movimiento normal.
Existen tres sets de Knightmare Chess que se venden por separado, donde los dos primeros contienen 80 cartas diferentes, y el tercero es una compilación de los primeros dos sets:
- Knightmare Chess[1]
- Knightmare Chess 2[2]
- Knightmare Chess Third Edition[3]

Previamente Steve Jackson Games también vendía cartas en blanco en paquetes de a 20, las cuales pueden ser personalizadas por el jugador.
Los gráficos en la versión en inglés de Knightmare Chess son pinturas a color con estilo de fantasía oscura, hechas por el artista brasilero Rogerio Vilela. La versión original en francés tiene un estilo más caricaturesco.
Otra innovación de la versión estadounidense es incluir reglas para jugar con "barajas de duelo", en donde cada jugador cuenta con su propia baraja personalizada, la cual puede crearse usando copias múltiples de los sets de Knightmare Chess si se desea.
En la versión de Steve Jackson Games, cada carta es marcada con un costo de puntos. El poder caótico total de la baraja personal de uno puede medirse en la suma de puntos de todas las cartas en la baraja.
Para una partida balanceada, cada jugador usa el mismo total de puntos, o un jugador más fuerte puede usar un total de puntos menor como limitación. Las cartas que son muy poderosas para aparecer más de una vez son marcadas con un asterisco rojo, indicando que un jugador solo puede poner una sola copia de esa carta específica en su baraja.

## Reacción crítica
Peter Sarrett de The Game Report se refirió al juego como "sobresaliente", remarcando que este "resulta en un juego impredecible que elimina el tedio del ajedrez estándar, pero igual preservando mucho del enfoque estratégico del juego." También alabó las "hermosas" pinturas por Rogerio Vilela.
Las únicas quejas de Sarrett fueron respecto a la impresión de las cartas en sí mismas, ya que le pareció que a veces la redacción en las cartas era confusa, y que el texto era "más bien pequeño, lo que hace difícil para jugadores con visión más pobre el jugar el juego." 
Ken Tidwell de The Game Cabinet alabó el juego por incluir "elementos tanto del lado estratégico/predecible de los juegos como el lado de lo salvaje/desordenado", y le pareció que el arte era "impresionante" y que "tenía éxito en crear un ambiente de horror cósmico."
Él concluyó diciendo, "Si yo tuviese que encontrar algo malo con el juego, sería que no hay intento en reconciliar el juego estratégico con el juego caótico, y el contraste es un poco discordante. Aun así, al final del día, es un buen juego, y uno que vale la pena probar." 
En cambio, Steve Darlington de RPGnet, aunque el arte le pareció "totalmente hermoso", y que "en términos de pura presentación ... Knightmare Chess está calles más adelante de cualquier otra cosa que él haya visto en años", sintió que aunque el juego en sí mismo "podría dar para una o dos partidas interesantes, no es algo que estarás jugando mucho."
Él dijo que, "el diseño oscuro entra en conflicto con la naturaleza abstracta del juego, y termina siendo más cómico que dramático", y que "al final no mantiene tu atención por mucho tiempo." 